# 陳致遠 (台灣企業家)
陳致遠（英語：Charles C.Y. Chen，1962年—），臺灣臺北五股人，生於台北市，企業家陳朝亨的長子。出身萬海陳家，長於科技創投，為前晶元光電董事長，目前為誼遠控股體系董事長、勇源輔大乳癌基金會創辦人，勇源基金會董事兼執行長。

## 生平
陳致遠的祖父為企業家陳勇，其父陳朝亨。陳致遠為家中長子，其弟陳致超、陳柏廷、陳致祥。畢業於輔仁大學經濟系，之後至美國紐約大學，取得企業管理研究所碩士。1991年回國後，進入家族企業工作，為泰安產物保險常務董事、副董事長。他透過楓丹白露、誼遠等投資公司，進行風險投資以及科技公司投資。
1998年，經富鑫創投董事長邱羅火的介紹，與淡馬錫投資公司合資，在新加坡創立聯合科技，從事IC封測產業。
2000年擔任新加坡聯合科技的董事長，於2004年推動於新加坡上市，2005年併購台灣聯測科技，2007年半導體封測綜合排名世界第五，同年並為國際私募基金所收購。
在2000年時，因華航經營不善，航發會董事長徐立德希望陳清治進入華航董事會，並投資華航，但陳清治以年紀太大推辭。當時陳致遠經遠東航空董事長崔湧介紹，投資了華航關係企業台勤及華儲，陳清治建議由其姪子陳致遠出任。經航發會主委張俊彥推薦，陳致遠成為航發會的華航官股代表，擔任華航董事。
2005年，透過楓丹白露公司，收購國聯光電股權，取代黃國欣，成為董事長。此外又陸續投資了陞技與晶誼光電。同年，推動晶元光電與國聯光電整併，在合併後，陳致遠成為晶元光電董事長，原晶元光電董事長葉寅夫則轉任副董事長。陳致遠也出任中華民國工商建研會金融委員會主委，積極擴展人脈。
2006年，華航進行董監事改選，陳致遠仍出任航發會的華航官股代表，擔任常務董事。

### 捐贈輔大經濟系 成立勇源貨幣實驗室
2005年12月11日，輔仁大學經濟系 （页面存档备份，存于）勇源貨幣實驗室啟用，由輔大傑出校友陳致遠捐贈。透過「勇源貨幣實驗室」的成立，與系友、金融界的聯繫與合作，培養學弟妹『立足輔仁、接軌國際』之多元性，並搭配每年舉辦外匯模擬投資競賽，開展學習視野，提昇學弟妹專業基礎與全方位發展的能力，重視理論與實務相結合，以專業實踐為核心，建立學弟妹相互切磋琢磨的機會，達到對社會有積極正面貢獻之目標。

### 助NSO募款 企業家齊獻聲
2014年，國家交響樂團（NSO）此次找來誼遠控股董座陳致遠、富邦藝術基金會執行長翁美慧、聯華董娘許愛貞，以及前主播、STUDIO A執行長蔣雅淇，與NSO聯合公演，為日後NSO國際發展尋求金援贊助的試金石。希望為NSO國際巡演，籌措1千2百萬元經費。

### 富比世亞洲慈善英雄
2016年，《富比世亞洲》（Forbes Asia）公佈2016年度的「亞洲慈善英雄榜」，40名得主中來自亞洲13個國家地區，台灣則是有2人入列，分別是鴻海總裁郭台銘，以及誼遠控股體系董座陳致遠。

### 捐助高泰國中 成立靜思人文閱讀空間
2017年7月28日，在靜思書軒及誼遠控股體系董事長陳致遠的協助下，屏東縣高泰國中在校園成立靜思人文閱讀空間，陳致遠先生除了捐助慈濟福慧床組合式桌椅，五組書櫃，還捐了400冊書籍、雜誌，靜思文化經典叢書和一百套的語音光碟。閱讀中心有著寧靜優雅的圖書空間，也營造一種給人享受閱讀，並在其中獲得心靈平靜的氛圍。

### 捐贈輔大附設醫院 成立勇源婦女健康中心
2017年9月29日，輔仁大學附設醫院開幕試營運，特色醫療的「勇源婦女健康中心」於10月24日舉行揭牌儀式，由輔大傑出校友陳致遠捐贈。陳致遠先生在2013年成立勇源輔大乳癌基金會，擔負救助病友醫療費用、乳癌健康促進、數位教材製作等，5年來為乳癌防治而努力。陳致遠說，相信輔醫婦女健康中心成立，與基金會相輔相成，定能為女性健康提供更好的照顧。

### 包艙神秘男
2021年6月23日被爆出包下商務艙第一區24個座位

## 家庭
其妻鄒孟理，兩人生有一子一女。

## 外部連結
勇源輔大乳癌基金會 （页面存档备份，存于）

勇源基金會 （页面存档备份，存于）